# HD 22231
HD 22231，又名CD-50 1071，SAO 233152、HR 1090，是一颗恒星，视星等为5.68，位于銀經261.29，銀緯-51.65，其B1900.0坐标为赤經3h 29m 35.8s，赤緯-50° -51.65′ 4″。